# Anna Maria Anguissola
Anna María Anguissola (Cremona, c. 1555-c. 1611) fue una pintora italiana del siglo XVI.

## Biografía

### Familia
Fue la hija de Amilcare Anguissola, un noble italiano, y Bianca Anguissola, esposa de Jacobo Sommi, y fue la hermana de Elena Anguissola, Sofonisba Anguissola, Lucía Anguissola, Minerva Anguissola y Europa Anguissola.

### Vida personal
Francesco Zava, su contemporáneo, apenas menciona su nombre. Es probable que fue educada en el arte de la pintura por sus hermanas mayores. El primer documento encontrado sobre ella data de 1574, cuando se solicitan sus documentos, pues está comprometida a su primo Giacomo Sommi —hijo de Gaspare— quien accede a casarse a pesar de tener una dote inferior a la asignada en ese tiempo a una muchacha de noble condición. El matrimonio se celebró en enero de 1574. Su fecha de nacimiento confirmada no puede ser posterior a 1557, dado que en ese momento no era normal casarse antes de que ella cumpliera diecisiete años.
En 1581 fue elegida como madrina de bautismo de Escolástica, hija del pintor Giovanni Battista Trotti, llamado Il Malosso. De 1577 a 1591 hay nacimientos de doce de sus hijos, aunque no todos sobrevivientes. Su marido murió en 1611.

## Obras

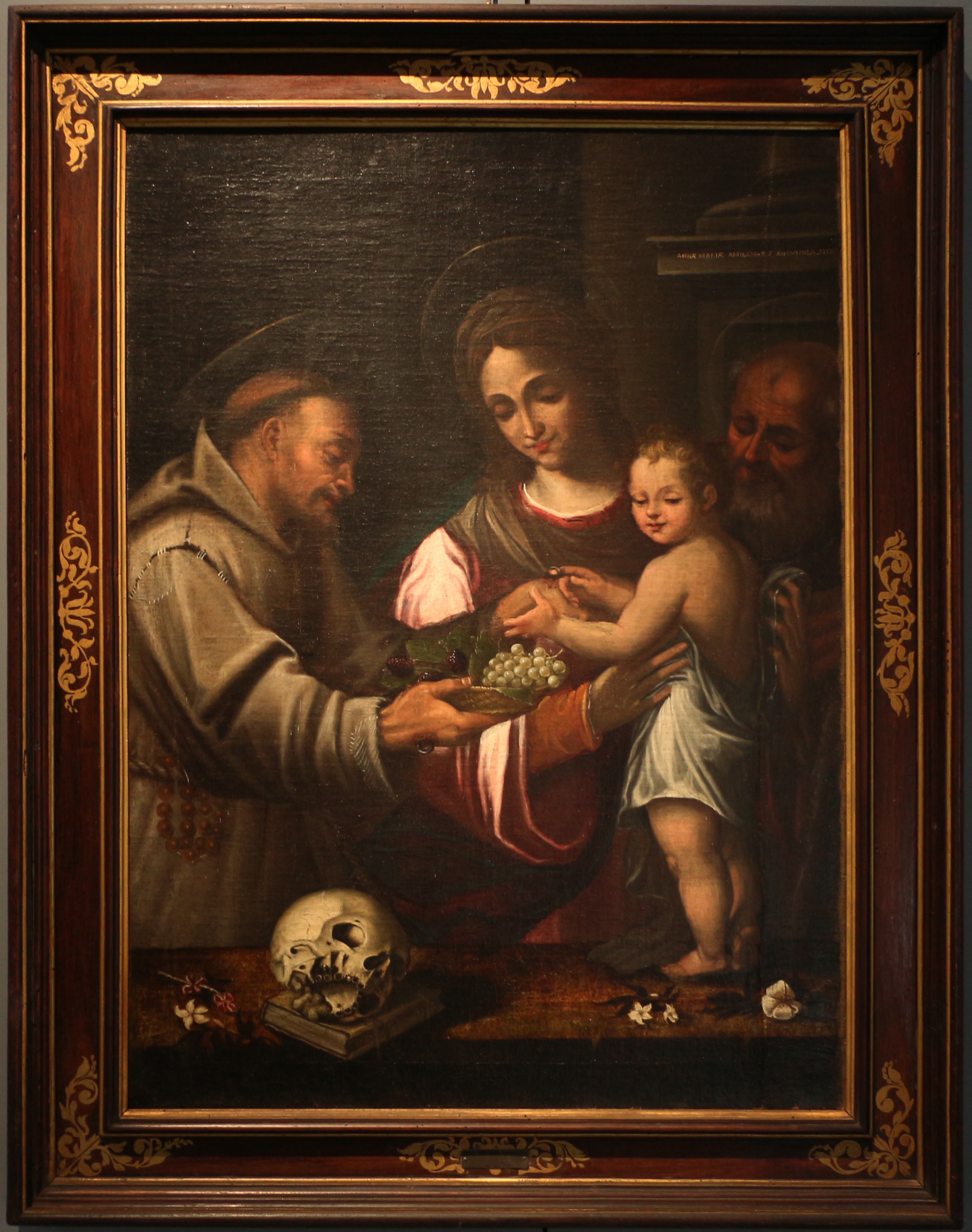
"Sagrada familia con San Francisco"

Anna María Anguissola se dedicó al retrato y también pintó temas religiosos. Grasselli recuerda haber visto, en una colección privada en Cremona, una Sagrada familia, pintada por Anna María Anguissola sobre el modelo de la Madonna della Scala di Correggio y una Virgen y el Niño con San Juan firmada y fechada: ANNA MARIA VIRGO AMILCARIS ANGUISOLI ET SOPHONIS SOROR SUAE AETATIS ANNORUM QUINDICIM FECIT. Se deduce que no tuvo mucho tiempo para dedicarse al arte ya que se había casado muy joven y tuvo muchos hijos quienes absorbieron su atención. 
La única obra conocida que lleva su firma es una Sagrada Familia con San Francisco, conservada en el Museo Cívico de Cremona "Ala Ponzone". Firmado y fechado ANNAE MARIAE AMILCHARIS ANGUISOLA FILIAE, muestra cierta dureza en el drapeado. En primer plano, los elementos del bodegón y la calavera, así como el cesto con uvas y moras que sostiene el santo en la mano, son tratados con delicadeza por el contrario, siguiendo el ejemplo de Fe Galicia, la pintora padana coetánea, especializada en bodegones. Un Retrato de una Dama – conocida como Damia da Paderno, es decir, la esposa de Giovanni Maria Biffi que estaba emparentada con Anna Maria Anguissola – fue relatada por Giovambattista Biffi, en Memorias al servicio de la historia de los artistas cremoneses, como presente en el casa de los condes Biffi. La masía, llamada Cà del Pesce, situada en San Felice, cerca de Cremona, con todo el mobiliario fue vendida en 1820 por Serafino Sommi, descendiente de Anna Maria Anguissola. El retrato lo conservan los dueños de esta casa y fue exhibido en 1994-1995 en la exposición Sofonisba Anguissola y sus hermanas.
En este retrato se pintan dos fechas: 1569 en la parte superior del cuadro y 1568 en el sillón. La joven va ataviada con un severo vestido de terciopelo negro, del que emergen el cuello y los puños de encaje blanco. Lleva anillos con insignias en los dedos. La paloma voladora plateada, bordada en el cojín del sillón, entre ricos arabescos de colores, es idéntica a la del escudo de armas de la familia Anguissola. Un Retrato de dama, en la Galería Colonna de Roma, atribuido a los Ferrarese Cancellieri, podría ser obra de Anna Maria Anguissola.